# Sven Botman
Sven Botman (Badhoevedorp, 12 de enero de 2000) es un futbolista neerlandés que juega de defensa en el Newcastle United F. C. de la Premier League de Inglaterra.

## Trayectoria
Botman comenzó su carrera deportiva en el Jong Ajax, disputando su primer partido el 23 de junio de 2018 en un amistoso.
Durante la temporada 2019-20 estuvo cedido en el S. C. Heerenveen.

### Lille
El 31 de julio de 2020 fichó por el Lille O. S. C. de la Ligue 1, a cambio de unos 8 o 9 millones de euros.
Después de dos años en Francia, el 28 de junio de 2022 fue traspasado al Newcastle United F. C., firmando un contrato de cinco años con su nuevo equipo.

## Selección nacional
Botman ha sido internacional sub-15, sub-16, sub-18, sub-19, sub-20 y sub-21 con la selección de fútbol de los Países Bajos.

## Estadísticas

### Clubes
Actualizado al último partido disputado el 11 de mayo de 2025.
| Club                              | Div.          | Temporada     | Liga  | Liga  | Copas nacionales | Copas nacionales | Copas internacionales | Copas internacionales | Total | Total |
| Club                              | Div.          | Temporada     | Part. | Goles | Part.            | Goles            | Part.                 | Goles                 | Part. | Goles |
| --------------------------------- | ------------- | ------------- | ----- | ----- | ---------------- | ---------------- | --------------------- | --------------------- | ----- | ----- |
| Jong Ajax · Países Bajos          | 2.ª           | 2018-19       | 28    | 2     | ―                | ―                | ―                     | ―                     | 28    | 2     |
| Jong Ajax · Países Bajos          | Total club    | Total club    | 28    | 2     | 0                | 0                | 0                     | 0                     | 28    | 2     |
| S. C. Heerenveen · Países Bajos   | 1.ª           | 2019-20       | 26    | 2     | 4                | 0                | ―                     | ―                     | 30    | 2     |
| S. C. Heerenveen · Países Bajos   | Total club    | Total club    | 26    | 2     | 4                | 0                | 0                     | 0                     | 30    | 2     |
| Lille O. S. C. Francia            | 1.ª           | 2020-21       | 37    | 0     | 2                | 0                | 8                     | 0                     | 47    | 0     |
| Lille O. S. C. Francia            | 1.ª           | 2021-22       | 25    | 3     | 2                | 0                | 5                     | 0                     | 32    | 3     |
| Lille O. S. C. Francia            | Total club    | Total club    | 62    | 3     | 4                | 0                | 13                    | 0                     | 79    | 3     |
| Newcastle United F. C. Inglaterra | 1.ª           | 2022-23       | 36    | 0     | 8                | 0                | ―                     | ―                     | 44    | 0     |
| Newcastle United F. C. Inglaterra | 1.ª           | 2023-24       | 17    | 2     | 4                | 0                | 1                     | 0                     | 22    | 2     |
| Newcastle United F. C. Inglaterra | 1.ª           | 2024-25       | 6     | 0     | 5                | 0                | —                     | —                     | 8     | 0     |
| Newcastle United F. C. Inglaterra | Total club    | Total club    | 59    | 2     | 17               | 0                | 1                     | 0                     | 74    | 2     |
| Total carrera                     | Total carrera | Total carrera | 175   | 9     | 25               | 0                | 14                    | 0                     | 211   | 9     |

## Palmarés

### Títulos nacionales
| Título               | Club                   | País       | Año     |
| -------------------- | ---------------------- | ---------- | ------- |
| Ligue 1              | Lille O. S. C.         | Francia    | 2020-21 |
| Supercopa de Francia | Lille O. S. C.         | Francia    | 2021    |
| Copa de la Liga      | Newcastle United F. C. | Inglaterra | 2024-25 |